# Baby Blue (rapper)
Rachel Prager conhecida como Baby Blue é uma rapper e cantora de Londres, Inglaterra. Ela é conhecida por seu trabalho com a cantora Estelle e colaborações com John Legend, Madness, Sway, Shystie, Ms. Dynamite e Lady Sovereign. Baby Blue Tem um som que funde hip hop com grime, R&B e soul.

## Discografia

### Mixtapes
- 2005: Out of the Blue Vol. I
- 2007: Out of the Blue Vol. II
- 2010: Firefly

### Singles

#### Como artista principal
| "Target"                                                                          | 2012 | —  | No Smoke Without Fire |
| "Bump"                                                                            | 2013 | 83 | No Smoke Without Fire |
| "—" denota single que não obteve registros ou não foi lançado naquele território. |      |    |                       |

#### Como artista convidado
| Título                                                        | Ano  | Posições nos gráficos | Posições nos gráficos | Posições nos gráficos | Álbum        |
| Título                                                        | Ano  | UK                    | UK Dance              | SCO                   | Álbum        |
| ------------------------------------------------------------- | ---- | --------------------- | --------------------- | --------------------- | ------------ |
| "Magnetic Eyes" (Matrix & Futurebound participando Baby Blue) | 2012 | 24                    | 5                     | 29                    | por anunciar |